# Battaglia di Plymouth
La battaglia di Plymouth è stata una battaglia navale combattuta il 26 agosto 1652 (il 16 agosto secondo il calendario giuliano all'epoca in vigore in Inghilterra) durante la prima guerra anglo-olandese.

## Contesto
Il 29 luglio 1652, il vice-commodoro olandese Michiel de Ruyter venne nominato comandante della flotta della Zelanda con l'incarico di scortare le navi mercantili olandesi. Attorno al 10 agosto, de Ruyter venne informato del fatto che una flotta inglese guidata da George Ayscue aveva lasciato la costa nord della Manica.
Al fine di intercettare il nemico de Ruyter fece rotta verso la costa del Sussex, gettando nel panico la popolazione locale. Ayscue, sebbene disponesse di forze superiori, decise di non ingaggiare una battaglia. De Ruyter pertanto si diresse verso Gravelines dove l'attendeva un convoglio di 60 navi mercantili (dirette verso il Mediterraneo) che avrebbe dovuto scortare fino all'Oceano Atlantico.

## La battaglia
Il 25 agosto la flotta inglese intercettò quella olandese al largo di Plymouth. Il giorno dopo Ayscue, che era a favore di vento, tentò un attacco sperando di disperdere il convoglio nemico e di catturarne alcune navi. La squadra olandese, disposta su una linea in formazione difensiva, riuscì a respingere l'assalto e a contrattaccare, infliggendo forti perdite al nemico.

## Conseguenze
Gli inglesi, che in virtù della loro superiorità numerica, speravano di poter avere facilmente la meglio subirono una sorprendente sconfitta. Il comandante Ayscue venne criticato per la propria condotta e venne costituito. Al contrario de Ruyter, che fino ad allora era quasi sconosciuto, divenne un eroe nazionale.

### La flotta delle Province Unite
| Nome della nave        | Comandante                        | Cannoni |
| ---------------------- | --------------------------------- | ------- |
| Vogelstruys            | Douwe Aukes                       | 40      |
| Vrede                  | Pieter Salomonszoon               | 40      |
| Haes in 't Veldt       | Leendert den Haen                 | 30      |
| Sint Nicolaes          | Andries van den Boeckhorst        | 23      |
| Liefde                 | Joost Banckert de Jonge           | 26      |
| Kleine Neptunis        | Michiel de Ruyter                 | 28      |
| Albertina              | Rombout van der Parre             | 24      |
| Sint Pieter            | Jan Janszoon van der Valck        | 28      |
| Westergo               | Joris Pieterszoon van den Broecke | 28      |
| Engel Michiel          | Emmanuel Zalingen                 | 40      |
| Drie Coningen          | Lucas Albertszoon                 | 38      |
| Gelderland             | Cornelis van Velsen               | 28      |
| Graaf Hendrik          | Jan Renderszoon Wagenaer          | 30      |
| Wapen van Swieten      | Jacob Sichelszoon                 | 28      |
| Kasteel van Medemblick | Gabriel Antheunissen              | 26      |
| Westcapelle            | Cleas Janszoon Sanger             | 26      |
| Eendraght              | Andries Fortuijn                  | 24      |
| Amsterdam              | Simon van der Aeck                | 36      |
| Faeme                  | Cornelis Loncke                   | 36      |
| Schaepherder           | Albert Pieterszoon Quaboer        | 28      |
| Sarah                  | Hans Karelszoon Becke             | 24      |
| Hector van Troye       | Reinier Sekema                    | 24      |
| Rotterdam              | Jan Arentsen Verhaeff             | 26      |
| Hoop                   | Thomas Janszoon Dijck             |         |
| Amsterdam              | Jan Overbeecke                    |         |
| Gekroonde Liefde       | Jacob Herman Visser               |         |
| Orangieboom            | Leendert Arendszoon de Jager      |         |
| Sinte Maria            | Jan Cleaszoon Corff               |         |
| Goude Saele            | Cornelis Beecke                   |         |

### La flotta inglese
- George 52 (ammiraglia)
- Amity 36 (Michael Pack)
- Success 30
- Ruth 30
- Brazil frigate 24
- Malaga Merchant 30
- Increase 36 (Thomas Varvell)
- Vanguard 46 (Vice-Admiral William Haddock)
- Success 36 (William Kendall)
- Pelican 42 (Joseph Jordan)
- Pearl* 24 (Roger Cuttance)
- John and Elizabeth 26
- George Bonaventure 20 (John Crampe)
- Anthony Bonaventure 36 (Walter Hoxon)
- Unity (merchantman)
- Maidenhead 36
- Constant Anne
- Bachelor
- Charity (Simon Orton) -